# Muscari parviflorum
Muscari parviflorum ist eine Pflanzenart aus der Gattung der Traubenhyazinthen (Muscari) in der Familie der Spargelgewächse (Asparagaceae).

## Merkmale
Muscari parviflorum ist eine ausdauernde, krautige Pflanze, die Wuchshöhen von 12 bis 23 Zentimeter erreicht. Dieser Geophyt bildet Zwiebeln als Überdauerungsorgane aus. Die drei bis fünf Blätter sind schmal linealisch und messen 7 bis 20 Zentimeter × 0,8 bis 1,5 Millimeter.
Je sieben bis zwölf Blüten sind in einer sehr lockeren Traube angeordnet. Die Stiele der fruchtbaren Blüten sind aufsteigend. Unfruchtbare Blüten sind nicht vorhanden oder nur winzig. Die Blüten sind hellblau mit sechs dunkelblauen Streifen. Sie sind an der Spitze kaum zusammengezogen.
Die Blütezeit liegt im Oktober.
Die Chromosomenzahl beträgt 2n = 36 oder 45.

## Vorkommen
Diese Art kommt im Mittelmeerraum von Spanien und Algerien bis Palästina und zur Türkei vor.